# Velia Cecilia Bobes
Velia Cecilia Bobes (Cuba, 19??) és doctora en Sociologia per El Colegio de México i professora investigadora a la Facultad Latinoamericana de Ciencias Sociales (FLACSO), Mèxic. Ha donat cursos en diverses universitats a Cuba, Guatemala, la República Dominicana i Mèxic. És autora de nombrosos articles sobre temes cubans i dels llibres Los laberintos de la imaginación: Repertorio Simbólico, identidades y actores del cambio social en Cuba (El Colegio de México, 2000) i La nación Inconclusa. (Re)constituciones de la ciudadana y la identidad nacional en Cuba (FLACSO, Mèxic, 2007).